# 2015年习近平访美

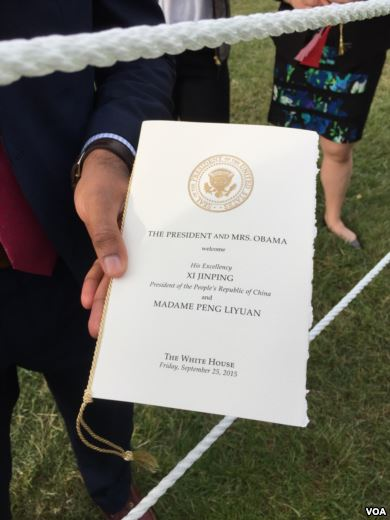
邀请习近平及其夫人彭麗媛访问白宫的请帖

2015年习近平访美是指中国国家领导人习近平于2015年9月22日至9月28日对美国进行的国事访问，这是习近平自2012年11月中共十八大后担任中共中央总书记成为中国最高领导人以来，继2013年第二次以中国国家元首身份访问美国，也是他个人第五次访问美国。访美期间，习近平出席由微软和中国互联网协会举办的中美互联网行业论坛，前往白宫会见总统贝拉克·奥巴马、国务卿约翰·克里和国家安全顾问苏珊·赖斯，同时还出席联合国成立70周年系列活动。

## 背景
學者沈大偉認為，中美關係在習近平這次訪問時高度緊張，雖然中国和美國在一些領域有共識和合作，但雙方的分歧也日益增加；同時，教宗方濟各的訪美行程剛巧在習近平訪美時結束，美國傳媒將會持續報導教宗訪問的消息，因而降低對習近平這次訪問的關注。教宗跟習近平同一天訪美，習近平行程緊跟在教宗之後，德國媒體《商報》認為這安排不是偶然。《华尔街日报》引述專家認為，習近平之所以訪問美国，是為了推动當地科技企业遊说政府不要因中華人民共和國被指涉及黑客活動而作出报复，但北京當局多次對美方的有關指控予以否认；中國外交部部長王毅認為，習近平這次访问的用意是增進兩国之間的信任，並釋除彼此間的疑慮。
習近平訪美前夕，美國國會及行政部門中國問題委員會（CECC）9月18日舉行大型人權聽證會，與會的專家及國會議員呼籲奧巴馬在與中國國家主席習近平的會晤中要求中国当局停止拘捕和袭扰人權律師、維吾爾人、藏人、宗教团体、非政府组织、知识分子、民主拥护者、香港争取“普选”者等人士；要求奧巴馬提出和關注中共非法拘禁、酷刑折磨公民，恢復法制、中國網絡自由等多面向人權自由議題。

## 过程和成果

### 9月22日：到達美國和講話
2015年9月22日，習近平及其夫人彭麗媛乘坐中國國際航空的飛機，在位於西雅圖以北40公里、波音公司廠房附近的佩恩機場抵達美國，有一些歡迎者及美國華僑在習近平下榻的門外威士汀酒店手持標語和國旗，歡迎習近平訪美；也有法輪功示威者在酒店外平靜地揮動抗議標語，手持橫幅在習近平車隊駛經美國聯邦法院時擂鼓抗議。
當天，習近平出席民間友好組織美中關係全國委員會和美中貿易全國委員會舉行的歡迎晚宴，並發表他此次訪問美國唯一一份政策演說。習近平在講話中承諾，中國將會進一步推動经济改革措施，避免帶竞争性的货币贬值；他表示，中国股市已開始自我修复、调节，人民币並沒有繼續贬值的基础。習近平亦在講話中提及网络犯罪的問題，他表示中国政府不會鼓吹商业窃密，而是會坚定地保护网络安全，将与美国共同打击网络犯罪。他又認為，中美兩國的對立和衝突可能會為兩國以至全球帶來災難，希望兩國之間的理解和信任能有所增加，不和與懷疑能夠減少。
習近平的講話中引用了美國電視劇、電影等美國文化元素，例如電影《西雅圖夜未眠》、美國詩人華特·惠特曼等。他以海明威作品《老人與海》中漁夫與魚搏鬥的程節，比喻建設中國的奮鬥過程，並提到自己以前居住的窮困農村現在有所進步，說明中國夢就是指人民希望過上更美好的生活；習近平亦提到中共十八大以來的反腐敗工作，他指中國大陸的反貪腐行動不會引致權力鬥爭，沒有《紙牌屋》（一齣講述政治鬥爭的美國電視劇）。

### 9月23日：參觀活動與商貿會晤
9月23日，習近平訪問飛機製造商波音設於西雅圖的工廠，並登上廈門航空一架波音787客機的機艙；他從客機的經濟艙走到駕駛艙，波音公司的職員沿途為他講解。習近平宣佈，中國已經與波音公司達成協議，將會向波音購買250架波音737客機和50架廣體飛機；中國的企業亦和波音簽訂協議，決定合資在中國興建一座廠房，負責飛機的完工和塗裝，令波音成為第二家在華設置廠房的外國飛機生產公司。
習近平又到訪塔科馬的林肯高級中學，他歡迎美國的學生到中國遊覽，又表示希望中美兩國的青少年能增加彼此間的交往，攜手促進中美關係的發展，並向林肯高級中學送贈乒乓球用具和關於中國的書籍；該校的足球隊把一件球衣送給習近平，一群學生演唱彭麗媛的名曲《在希望的田野上》，以歡迎習近平到訪。
當天，習近平出席第八屆中美互聯網論壇，他表示中國提倡建設一個和平、安全、開放且合作的網際網路空間，又認為各國可制定符合當地情況的互聯網政策；論壇參與者包括微軟行政總裁薩蒂亞·納德拉、蘋果行政總裁提姆·庫克、Facebook創始人馬克·朱克伯格、阿里巴巴董事長馬雲、百度總裁張亞勤等科網企業高層，多家企業在論壇上簽訂協議和備忘錄，Google, Uber優步兩家公司則缺席。其中，朱克伯格以普通話在論壇上與習近平交談；他事後在自己的Facebook上表示，這是他首次以外國語言、與世界級領袖對話。《华盛顿邮报》9月21日爆料称：参加互联网论坛的多家美国公司曾收到警告，如果没有顶级代表参加论坛在华业务将会受损。
此外，習近平這天也參與了一場由前任美國財政部部長亨利·保爾森舉辦的圓桌討論，以及美國華僑舉行的歡迎晚宴。

### 9月24日：抵达华盛顿
9月24日，习近平和彭丽媛乘专机飞抵华盛顿哥伦比亚特区的安德魯斯空軍基地，獲美国副总统拜登及其夫人欢迎；有美国小童向习近平和彭丽媛二人献花，军乐队分別演奏中華人民共和國和美国的国歌。其後，習近平來到白宮，與總統奧巴馬、國務卿約翰·克里和國家安全顧問蘇珊·賴斯共進工作餐。

### 9月25日：白宮會晤和國宴
- 習近平與拜登在國宴上舉杯
- 習近平在約翰·克里的访客留言簿上簽署

9月25日，美方為習近平在白宮南草坪上舉行歡迎儀式；其後，習近平和奧巴馬在白宮會晤，並舉行會談。會談期間，奧巴馬表示美國關注中華人民共和國在南中國海的動態、深切擔憂中國人權狀況與新聞自由狀況以及網路安全問題。不過，此次並沒有發生2006年時異議人士進入鬧場的畫面。習近平則表示中美雙方對以上問題存在分歧，但亦會繼續進行對話；歐巴馬則警告習近平，針對美國目標發動的網路攻擊「必須停止」，否則美國將會以傳統的执法手段，追查並懲罰那些駭客行為的實施者，並且可能採取相應的制裁措施。
會談後，习近平和奥巴马举行联合记者会，雙方決定承諾不會支持侵犯知识产权和商业竊密的行为，及時回应對方關於打击黑客的要求，並致力提倡网络行为準则。此外，中美兩國繼2014年後再次发表关于應對气候变化的联合声明，雙方各自承諾在本國境內採取一些環境保護措施；例如，中國政府會推动綠色建築和綠色交通，美方則會制定發电厂碳排放和电器效能的標準。
晚上，習近平和彭麗媛到白宮出席國宴，白宮方面邀請了華裔廚師羅慕娟設計一份加入中國元素的菜單；除了習近平伉儷外，朱克伯格、庫克和前任美國國務卿奧爾布賴特均有出席這次國宴。席間，習近平表示他感受到中美兩國的人民都對彼此友好，並希望兩國之間的關係能夠得以深化；奧巴馬提到中美兩國在第二次世界大戰時的同盟國關係、防治伊波拉病毒上的合作，以及兩國在商貿和文化領域的往來，說明兩國雖有分歧，但在不少議題上有共同利益需求。

### 9月26日：前往紐約聯合國總部
9月26日，習近平到紐約出席聯合國可持續發展首腦會議，他在講話中強調發展對消除衝突、保障人權和提升生活素質的重要性，表示中國將會成立南南合作支援基金，支持發展中國家落實發展計劃；他又表示，中國將會增加對最低度開發國家的投資，期望在2030前提升有關投資至120億美元，並免除最低度開發國家、內陸發展中國家和小島嶼發展中國家在2015年年末到期而未償還的無息貸款債務。

### 9月27日：婦女和環境議題
9月27日，習近平出席中國和聯合國共同舉行的全球妇女峰会，並在會上發表演說。習近平指，没有妇女的話便不會有人类和社会，但各地区仍未實現性別平等，男性和女性的机会和资源分配面臨不公；他在會上宣佈，中國將會向联合国妇女权能署提供1,000万美元的捐款，協助发展中国家实施關於妇女和兒童健康的項目，推動提高女子教育比率，並為发展中国家的妇女提供培训。
彭麗媛在當天分別出席聯合國的「教育第一」和「每個婦女、每個兒童」倡議高級別會議，並在兩場會議上發表講話；她提到中國推動女子教育和防治愛滋病的工作，又表示中國將會支持聯合國提出的「婦女、兒童和青少年健康全球戰略」。
習近平亦出席了在紐約联合国总部大楼舉行的「气候变化问题领导人工作午餐会」；他在會上宣佈，中国將會加強控制温室气体的排放，推动「中国气候变化南南合作基金」尽快開始運作，並支持发展中国家应对气候变化问题。

### 9月28日：在聯合國峰會上發言
9月28日，習近平在聯合國峰會上發言，期間多次贏得在場人士的掌聲，他提到中國在同月3日舉行的纪念中国人民抗日战争暨世界反法西斯战争胜利70周年大会，又強調銘記歷史不是為了復仇；習近平又主張構建以合作為核心的新型國際關係，建設「人類共同體」，反對國與國之間恃強凌弱、弱肉強食的行徑，反對任何國家干涉和侵犯別國的內政與領土主權。他在講話中亦提及可持續發展和環境保護的重要性，並宣佈成立旨在支持聯合國工作的基金、向非洲聯盟提供無償軍事援助。

## 分析
有美国官员認為，習近平在這次訪美期間出席中美互聯網論壇的行程令美國政府不满，因為美方擔心這樣会削弱奥巴马强硬的對華立场；美国聲稱該國企业因中華人民共和國壓制競爭的措施而備受损害，但習近平出席中美互聯網論壇，塑造了中国领导人協助美國企业打進中国市场的形象。台灣《工商時報》記者李書良也認為，習近平訪美時獲美國科網界巨頭爭相見面，提高了中華人民共和國的強國地位。
台灣中央通訊社的評論認為，習近平訪美期間與奧巴馬會晤的象徵效益大於實質，是象徵中國的大國地位得到美國承認；雖然兩國在南中國海領土爭議和人權問題沒有共識，但雙方在網路安全、應對氣候變化等議題上有進展，是各有收獲。

## 抗议活动
習近平在行程期間亦遭到法輪功學員抗議，他們呼籲習近平制止由江澤民發起的對法輪功的迫害、停止摘取法輪功學員的器官、逮捕江澤民；路透社報導，在習近平的酒店外，一些中國支持者，一度把巨大紅旗遮蓋上法輪功學員的藍色橫幅，以示對抗。
《東方日報》引述外媒，9月24日在白宮車道上，習近平遭遇大批訪民申冤、攔截車隊，其中三名訪民一度突破封鎖線，跑向習近平車隊；外媒指，習近平透過車窗將事件清楚看在眼裏，臉色凝重、目不轉睛看着這些試圖跑近車隊的訪民。訪民高喊「還我財產，還我公道」等口號，要求習近平解決訪民被強拆和強奪財產等問題；北京訪民躺在車底下，阻攔車輛繼續前進，警方隨即將訪民帶到警戒線外並當場釋放。也有歡迎習的隊伍一度與訪民發生了激烈的衝突，終在警察勸阻後分開。後來又有訪民攔截彭麗媛車隊。。

## 外部連結
- 2015年习近平访美的Facebook專頁
- 新闻专题：新华社（页面存档备份，存于）、新浪（页面存档备份，存于）、人民网（页面存档备份，存于）、搜狐（页面存档备份，存于）、网易（页面存档备份，存于）、腾讯（页面存档备份，存于）、凤凰（页面存档备份，存于）、BBC中文网（页面存档备份，存于）